# マリア・ヨーゼファ・フォン・エスターライヒ (1751-1767)
マリア・ヨーゼファ・フォン・エスターライヒ（Maria Josepha von Österreich, 1751年3月19日 - 1767年10月15日）は、神聖ローマ皇帝フランツ1世と皇后・オーストリア大公マリア・テレジアの九女。全名はマリア・ヨーゼファ・ガブリエラ・ヨハンナ・アントーニア・アンナ（Maria Josepha Gabriella Johanna Antonia Anna）。

## 生涯
1751年3月19日、マリア・テレジアとフランツ1世の間に第12子としてウィーンに生まれた。
ナポリ・シチリア王子フェルディナンド（後の両シチリア王フェルディナンド1世）と結婚する予定だったが、天然痘のため1767年10月15日にウィーンのシェーンブルン宮殿で急死した。その後、フェルディナンドはマリア・ヨーゼファの妹であるマリア・カロリーナと結婚した。
マリア・ヨーゼファの遺骨はウィーン・カプツィーナー教会の皇帝納骨所（カイザーグルフト）に収められている。